# Маріанна фон Віллемер
Маріанна фон Віллемер (нім. Marianne von Willemer, урожд. Маріанна Пирнгрубер або Маріанна Юнг; 20 листопада 1784, Лінц — 6 грудня 1860, Франкфурт-на-Майні
) — австрійська актриса і танцівниця, поетеса.
У віці 14 років переїхала до Франкфурту-на-Майну і вийшла заміж за франкфуртського банкіра Йоганна Якоба фон Віллемера. Йоганн Вольфганг Ґете увічнив третю дружину свого друга Маріанну фон Віллемер в своїй «Книзі Зулейки» в «Західно-східному дивані». Серед численних муз великого Ґете Маріанна фон Віллемер виявилася його єдиним співавтором, оскільки, як стало відомо пізніше, в «Диван» увійшли і деякі написані нею вірші.